# Blier
Blier is een plaats in de deelgemeente Amonines van de gemeente Érezée in de Belgische provincie Luxemburg.
Deelgemeenten: Amonines · Érezée · Mormont · Soy

Overige dorpen: Awez · Biron · Blier · Briscol · Clerheid · Erpigny · Estiné · Éveux · Fanzel · Fisenne · Hazeilles · Hoursinne · La Forge · Mélines · Oster · Sadzot · Wy

Belgische gemeenten · Arrondissement Marche-en-Famenne · Luxemburg · Wallonië